# 东洋大学短期大学
东洋大学短期大学（日语：／ Toyo Daigaku Tanki Daigaku *）是过去一所位于日本东京都文京区的私立短期大学。

## 概要

### 简介
- 学校最早可以追溯到1887年[1]。短期大学为于1950年开办[1]、由学校法人东洋大学经营。招生到2000年、停办于2002年[2]。

### 历史
- 1950年 东洋大学短期大学部成立并同时设置法文科分离为三个专攻、以下列举[3]。
  - 日语专攻
  - 英语专攻
  - 法经专攻[注 3]
- 1957年 法文科改名为文科、各自专攻改名为、以下列举[2]。
  - 日语专攻
  - 英语专攻
- 1963年 三个学科成立、以下列举[2]。
  - 日语科
  - 英语科
  - 观光科
- 1964年 第二部成立于观光科。
- 1966年 改校名为东洋大学短期大学[2]。
- 1970年 三个学科各自改名为、以下列举[2]。
  - 日语科⇒日本文学学科[注 2]
  - 英语科⇒英文学科[注 2]
  - 观光旅游科⇒酒店观光旅游学科(再次改名为观光旅游学科于1983年)
- 2000年 招生最后、次年停止招生（正式停办于2002年7月30日[2]）。

## 学校环境
- 校区：在了东京都文京区白山5-28-20[注 1]

## 组织

### 学科
- 观光旅游学科
  - 第一部
  - 第二部

### 前学科
- 日本文学科[注 2]
- 英文学科[注 2]
- 文学科第二部[注 2]
  - 日本文学专攻[注 2]
  - 英文学专攻[注 2]
  - 法经专攻[注 3]

### 专科
- 没有

### 业余课程
- 没有

## 知名校友
- 江村林香：airtransse社长
- 岩井小百合：女演员、日本文学科毕业
- 藤田佳子：女演员、英文学科毕业

## 相关链接
- 日本短期大学列表